# Barulhinho bom (video)
Barulhinho bom è un video documentario della cantante brasiliana Marisa Monte pubblicato nel 1997 su VHS e nel 2004 su DVD-Video.

## Formazione
- Marisa Monte - voce